# Чистоозёрное
Чистоозёрное — рабочий посёлок, административный центр Чистоозёрного района Новосибирской области и городского поселения рабочий посёлок Чистоозёрное.
Основан в 1910-х годах при строительстве ответвления Транссибирской магистрали и назван по озеру, на берегу которого находится. С 1949 года имеет статус рабочего посёлка. 

## Этимология
Название от гидронима озера Чистое, на берегу которого расположен посёлок.

## География

### Географическое положение
Чистоозёрное находится в Барабинской низменности в её юго-западной части, в 528 километрах к западу от Новосибирска, в 12 километрах от озера Чаны.

### Часовой пояс
Чистоозёрное находится в часовой зоне МСК+4. Смещение применяемого времени относительно UTC составляет +7:00.

## История
Точная дата появления посёлка неизвестна: по разным источникам, Чистоозёрное было основано в 1913 или в 1914-1915. Тогда были проведены инженерные изыскания по строительству железнодорожной ветки от Татарска на Славгород и Кулунду, а уже в следующем началось её строительство. На землях современного Чистоозёрного района строительство дороги проходило преимущественно в 1915 году, и в этот же период формировался посёлок при станции Чистоозёрное. Благодаря строительству железной дороги станция стала развиваться, а удалённые от дороги деревни — начали приходить в упадок. В 1915—1916 годах рядом со станцией была построена водонапорная башня.
В 1918 году, как и вся Юдинская волость, Чистоозёрное вошло в состав образованного Татарского уезда. Уже через пять лет стремительно растущий посёлок Чистоозёрное стал волостным центром, а село Юдино этот статус потеряло. В Чистоозёрном начали возводиться административные и хозяйственные постройки, в числе которых существовавшее вплоть до 1955 года здание сельского клуба. Ещё через два года был образован Юдинский район в составе Сибирского края, центром которого стало Чистоозёрное.
В 1931 году возле железнодорожной станции был возведен элеватор, а затем ещё несколько построек «Заготзерна». С 1930 по 1932 годы вблизи посёлка около озера Тимаково велось строительство бумажной фабрики, которая должна была бы производить бумагу из тины и водорослей, которые добывались на озере Чаны. Затем выяснилось, что здание главного корпуса не позволяет установить оборудование, а бумага из тины отличается грубостью. Позже была предпринята попытка развернуть там же производство изоплит из того же материала, но она не увенчалась успехом: Юдинский район ликвидировали. После упразднение района Чистоозёрное отошло в состав соседнего, Купинского.
В то десятилетие в Чистоозёрном построили рабоче-крестьянскую и среднюю школы, постоялый двор, баню, дом специалистов. Также было возведено административное здание. Материалом для постройки домов в основном служил саман, население посёлка принимало активное участие в строительстве. В годы Великой Отечественной жители посёлка воевали на фронте, участвовали в боях под Тихвином, Волховом, Ленинградом, принимали участие в Сталинградской битве и обороне Москвы от фашистских войск, в Чистоозёрном с 1941 по 1942 год работал эвакуационный госпиталь, который базировался в помещениях школ и прокуратуры. Во время войны в посёлке появились сад и водопровод.
После окончания боевых действий экономическое положение района ухудшилось, но, несмотря на это, было завершено строительство здания Дома советов и электростанции, а в 1948 году Чистоозёрное получило статус посёлка городского типа и было исключено из состава Очкинского сельсовета. К началу 1950-х годов в населённом пункте появились первые 2-этажные дома (располагались на улице Победы), стали часто показываться кинофильмы. Киномеханики местного дома культуры открыли планетарий, для развития садоводства организован лесопитомник. В 1955 году построено кирпичное здание Дома культуры, началось возведение зданий гостиницы, амбулатории и почты. 
В 1959 году на базе работавшей тогда в райцентре мастерской был основан электродный завод.
В 1979 году в состав Чистоозёрного был включён населённый пункт «железнодорожная казарма 69 километр».
По областному закону от 2004 года рабочий посёлок является административным центром одноимённого городского поселения, в состав которого также входят деревни Очкино и Юдино, посёлки Ольховка и Яблоневка.

## Население
| 1970  | 1979  | 1989  | 1996  | 2002  | 2007  | 2009  |
| ----- | ----- | ----- | ----- | ----- | ----- | ----- |
| 7254  | ↗7824 | ↗8191 | ↘6900 | ↘6791 | ↘6486 | ↘6272 |
| 2010  | 2012  | 2013  | 2014  | 2015  | 2016  | 2017  |
| ↗6429 | ↘6180 | ↘6040 | ↘5911 | ↘5816 | ↘5768 | ↘5628 |
| 2018  | 2019  | 2020  | 2021  |       |       |       |
| ↘5540 | ↘5415 | ↘5368 | ↗5371 |       |       |       |

По данным Всероссийской переписи населения в 2002 году в Чистоозёрном проживал 6791 житель, из них 3169 мужчин, 3622 женщины. В 2002 году на 100 женщин приходилось 87 мужчин. Численность постоянного населения посёлка сокращается быстрыми темпами, с 1996 года по 2007 она снизилась на 21 %.

## Транспорт
По окраине Чистоозёрного проходит автодорога регионального значения 50К-01 «992 км автодороги Р-254 — Купино — Карасук», с другой стороны посёлка проходит объездная дорога. От Чистоозёрного также идут автодороги на город Купино, деревни Юдино, Троицкое и Польяново. Расстояние до Транссиба и федеральной автодороги Омск-Новосибирск составляет около 70 км.
В посёлке есть железнодорожная станция Чистоозёрная на 71 километре ветки Татарск — Кулунда (ответвление Транссибирской магистрали), на которой останавливаются пассажирские поезда дальнего следования Москва — Абакан, Новосибирск — Кулунда, Барнаул — Нижневартовск, Барнаул — Москва, Татарск — Барнаул.
Внутригородской транспорт представлен автобусами Чистоозёрного автотранспортного предприятия, между населенными пунктами района автобусные перевозки также осуществляют индивидуальные предприниматели. Также в посёлке работают частные перевозчики такси. Имеется автостанция, междугороднее сообщение с Новосибирском и Татарском.
Воздушный и водный транспорт отсутствуют: ближайший аэропорт находится в Омске на расстоянии 200 км, порты — на Оби и Иртыше.

## Экономика
- Электродный завод
- Мясокомбинат

- Элеватор[53]

## Социальная сфера
В посёлке действуют общеобразовательные школы: СОШ №1 (открыта в 1939 году, самая старая из ныне существующих), СОШ №2 (1963, до 1966 была восьмилетней) и СОШ №3 (1996). Также работает открытая (сменная) общеобразовательная школа, детский дом творчества (основан в 1954 год на основе станции юных натуралистов). Имеются детские сады: №4 (был открыт в 1964 году), №5 (1988), №7 (открыт в 1980 году в связи с переполненностью первых двух), также дошкольное учреждение работает при школе №1. В Чистоозёрном также работают детская школа искусств, детский дом и филиал межрайонного аграрного лицея города Купино.
Учреждения культуры в посёлке представлены Домом культуры, тремя библиотеками и районным краеведческим музеем (создан в 2002 году и содержит свыше трёх тысяч экспонатов).

## Достопримечательности
- Водонапорная башня (1916 год). Башня расположена рядом со станцией в полосе отвода железной дороги. Материалом постройки был красный кирпич, наверху трёхъярусная башня увенчана шатровой крышей с куполом[60].
- Церковь в честь Успения Пресвятой Богородицы[61].